# Macropsis tuvensis
Macropsis tuvensis är en insektsart som beskrevs av Vilbaste 1980. Macropsis tuvensis ingår i släktet Macropsis och familjen dvärgstritar. Inga underarter finns listade i Catalogue of Life.